# Ramdhari Singh Dinkar
Ramdhari Singh né le 23 septembre 1908 à Simaria, dans le présidence de Fort William en Inde britannique, aujourd'hui au Bihar, en Inde, et décédé le 24 avril 1974, connu par son nom de plume Dinkar, était un poète indien hindi, essayiste, patriote et universitaire, qui est considéré comme l'un des plus importants poètes hindous modernes. Il s'est « réincarné » en poète de la rébellion à la suite de sa poésie nationaliste écrite dans les jours qui ont précédé l'indépendance de l'Inde. Il a été salué comme un Rashtrakavi (poète national) en raison de ses compositions patriotiques inspirantes. C'était un poète régulier du groupe de poètes hindis Kavi sammelan (en) et est salué pour être aussi populaire et connecté aux amateurs de poésie pour les locuteurs hindi que Pouchkine pour les Russes.
Dinkar a d'abord soutenu le mouvement révolutionnaire pendant la lutte pour l'indépendance de l'Inde, mais il est devenu plus tard un Gandhien (en). Cependant, il s'appelait lui-même « Bad Gandhian » parce qu'il soutenait les sentiments d'indignation et de vengeance chez les jeunes. Dans Kurukshetra, il a reconnu que la guerre est destructrice, mais a soutenu qu'elle est nécessaire à la protection de la liberté. Il était proche d'éminents nationalistes de l'époque tels que Rajendra Prasad, Anugrah Narayan Sinha, Sri Krishna Sinha, Rambriksh Benipuri et Braj Kishore Prasad.
Dinkar a été élu trois fois au Rajya Sabha, et il a été membre de cette chambre du 3 avril 1952 au 26 janvier 1964, et a reçu le prix Padma Bhushan en 1959. Il a également été vice-chancelier de l'université de Bhagalpur (Bhagalpur, Bihar) au début des années 1960.
Pendant l'urgence, Jayaprakash Narayan avait attiré un rassemblement d'un peuple lakh sur les terres de Ramlila et récité le célèbre poème de Dinkar, Singhasan Khaali Karo Karo Ke Janata Aaati Hai ("Vacance du trône, car le peuple vient").

## Biographie
Dinkar est né le 23 septembre 1908, dans le village de Simaria, dans la présidence du Bengale, en Inde britannique (maintenant dans le district de Begusarai au Bihar) de Babu Ravi Singh et Manroop Devi,. Il s'est marié dans le village Tabhka du district de Samastipur dans le Bihar. En tant qu'étudiant, ses matières préférées étaient l'histoire, la politique et la philosophie. À l'école et plus tard à l'université, il a étudié l'hindi, le sanskrit, le maïthili, le bengali, l'ourdou et la littérature anglaise. Dinkar a été fortement influencé par Muhammad Iqbal, Rabindranath Tagore, John Keats et John Milton et a traduit des œuvres de Rabindranath Tagore du bengali en hindi. Le personnage poétique du poète Dinkar a été façonné par les pressions et contre-pressions de la vie pendant le mouvement de liberté indien,.
En tant qu'étudiant, Dinkar a dû faire face à des problèmes quotidiens, certains liés à la situation économique de sa famille. Sa poésie a plus tard montré l'impact de la pauvreté. C'est dans cet environnement que Dinkar grandit et devient un poète nationaliste aux vues radicales. En 1920, Dinkar vit pour la première fois le Mahatma Gandhi. C'est à cette époque qu'il fonda la Bibliothèque de Manoranjan à Simariya. Il a également édité un pamphlet manuscrit.

### Lutte créatrice
Le premier poème de Dinkar a été publié en 1924 dans un journal appelé Chhatra Sahodar (frère des étudiants). Chhatra Sahodar était un journal local créé sous la direction de Narsingh Das. En 1928, le satyagraha paysan sous la direction de Sardar Vallabhbhai Patel s'est avéré un succès à Bardoli, dans l'etat de Gujarat. Il a écrit dix poèmes basés sur ce Satyagraha qui a été publié sous forme de livre sous le titre Vijay-Sandesh (Message de la victoire). Pour échapper à la colère du gouvernement, Dinkar fit publier ses poèmes sous le pseudonyme « Amitabh 0187. Le 14 septembre 1928, un de ses poèmes, sur le martyre de Jatin Das (en), est publié. C'est à peu près à cette époque qu'il a écrit deux petites œuvres de poésie appelées Birbala et Meghnad-Vadh, mais ni l'une ni l'autre n'est encore traçable. En 1930, il compose un poème intitulé Pran-Bhang (La violation du vœu), dont Ramchandra Shukla (en) fait mention dans son histoire. Le parcours de sa carrière poétique doit donc être considéré comme ayant commencé avec Vijay-Sandesh. Avant cela, ses poèmes étaient devenus une caractéristique fréquente de la revue Desh, publiée à Patna et de Pratibha, qui a été publié à Kânnauj.